# Ambasada

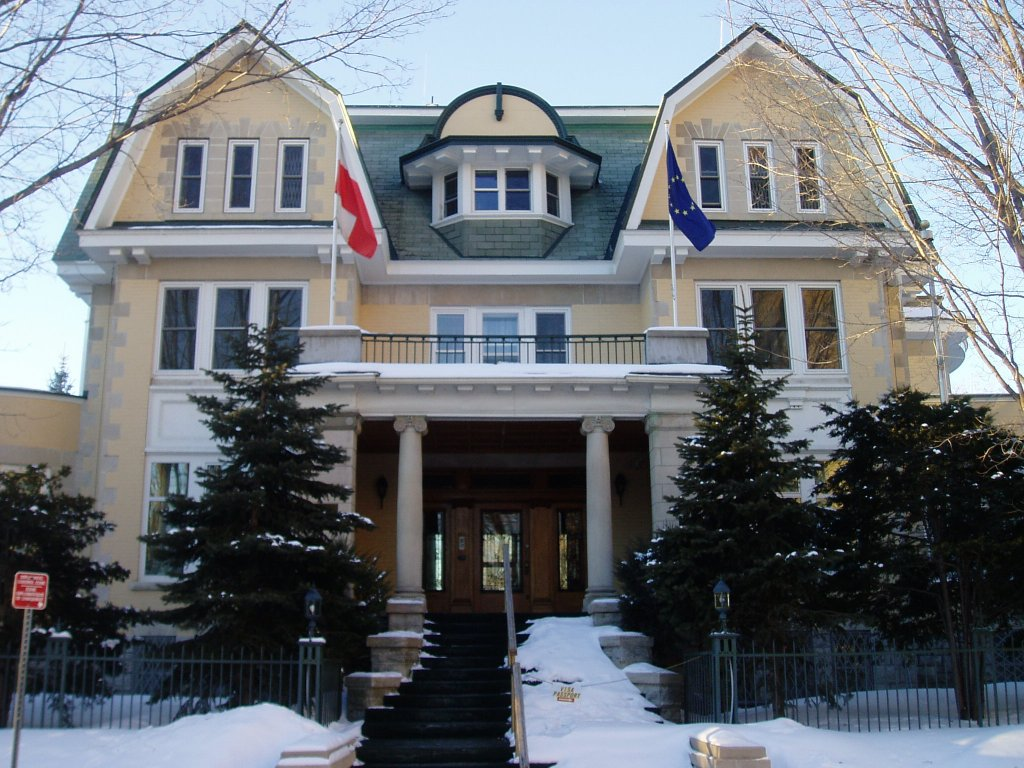
Budynek ambasady polskiej w Ottawie

Ambasada – stała misja dyplomatyczna, którą kieruje szef misji pierwszej klasy (ambasador). Tą nazwą określany jest także budynek lub lokal zajmowany przez misję. Jest zasadą, iż ambasada znajduje się w stolicy państwa, z którym utrzymywane są stosunki dyplomatyczne.
W dyplomacji Stolicy Apostolskiej odpowiednikiem ambasady jest nuncjatura apostolska. W przypadku krajów członkowskich Wspólnoty Narodów, które wymieniają wysokich komisarzy, odpowiednikiem ambasady jest wysoka komisja, natomiast w przypadku Unii Europejskiej odpowiednik ambasady prowadzony w krajach trzecich to Delegatura Unii Europejskiej. Odpowiednikiem ambasady w relacjach z organizacją międzynarodową jest stałe przedstawicielstwo.
Kraje utrzymujące stosunki dyplomatyczne z Chinami kontynentalnymi (ChRL) nie mogą mieć ambasady na Tajwanie (Republiką Chińską), ani nie mogą gościć ambasady Tajwanu. Obejściem jest utrzymywanie placówek nazywanych np. „biurami handlowymi”, na których czele stoją wysocy rangą dyplomaci zawodowi. Ambasady chronione są przez instytucje rządowe. Ambasady RP w krajach o tzw. podwyższonym ryzyku chronione są przez funkcjonariuszy Służby Ochrony Państwa.
Wbrew powszechnemu przekonaniu, misje dyplomatyczne nie mają pełnego statusu eksterytorialnego i nie są suwerennym terytorium reprezentowanego państwa. Raczej pomieszczenia misji dyplomatycznych (budynki lub części budynków i tereny przyległe do nich, niezależnie od tego, kto jest ich właścicielem, użytkowane dla celów misji, łącznie z rezydencją szefa misji) pozostają pod jurysdykcją państwa przyjmującego, mając zapewnione nietykalność i nienaruszalność oraz specjalne przywileje (takie jak zwolnienie z większości lokalnych przepisów) przez konwencję wiedeńską o stosunkach dyplomatycznych.

## Historia
Stałe ambasady pojawiły się w XV wieku. Były to zwykle ambasady krajów włoskich. Francja i Szwecja wprowadziły stałe poselstwa w XVII wieku, Rosja i Polska w XVIII w. Na gmachu ambasady poseł umieszczał herb swego państwa. Mimo to jeszcze w 1749 funkcjonariusze paryscy tłumaczyli, że nie wiedzieli, iż wtargnęli do rezydencji posła (Holandii Larreya) w poszukiwaniu nielegalnego handlarza tytoniem, którym jak się okazało był odźwierny posła. W 1798 gen. Jean Bernadotte wywiesił flagę Francji w wiedeńskiej ambasadzie. Tłum zerwał ją i spalił. Późna i mało energiczna reakcja władz uraziła ambasadora. Gdy rząd Austrii odmówił zawieszenia nowej na własny koszt, Bernadotte demonstracyjnie wyjechał. Rząd Austrii tłumaczył, że wywieszenie flagi na budynku poselstwa było czynem bez precedensu. Inni dyplomaci uznali czyn Francuza (zawieszenie flagi) za nierozważny i niesłuszny.

## Struktura ambasad
Struktura ambasad jest zróżnicowana. W skład ambasad wchodzą niejednokrotnie placówki kulturalne, turystyczne lub oficerowie łącznikowi policji. Niejednokrotnie zadania sekcji handlowych powierza się przedstawicielstwom organizacji promocji handlowej jak np. w Warszawie południowokoreańskiej KOTRZE.
W zależności od potrzeb, ambasada składa się z następujących sekcji:
- politycznej,
- kulturalno-prasowej,
- naukowo-technologicznej,
- ekonomicznej,
- handlowej,
- finansowej,
- wojskowej,
- rolnej,
- konsularnej,
- administracyjnej.
- Sekcji Interesów [nazwa państwa] – powoływanej w przypadku, gdy dana ambasada reprezentuje również interesy kraju trzeciego, z którym kraj przyjmujący nie utrzymuje stosunków dyplomatycznych; na przykład, Sekcja Interesów Stanów Zjednoczonych Ambasady RP w Damaszku reprezentowała przez kilka miesięcy interesy tego państwa w Syrii, gdy rząd amerykański zamknął swoją ambasadę w Damaszku z powodu wojny domowej. Sekcja taka może w zależności od rozwoju napięć lub odprężenia być obsadzona przez odpowiednio personel kraju prowadzącego ambasadę albo niekiedy częściowo lub całkowicie przez dyplomatów państwa reprezentowanego[2].